# Габріела Спанік
Габріела Спанік (повне ім'я Gabriela Elena Spanic Ulrera; * 10 жовтня 1973, штат Гуа́ріко, Орті́с, Венесуела) — венесуельська акторка, модель та екс-міс Венесуели. 

## Біографія
Її батько з Хорватії, а мати — з Венесуели. У Габріели є молодша сестра Патрисія та брати Антоніо й Адіель. Її батько емігрував з бабусею і дідусем з Хорватії до Венесуели у 1947 році.
Габріела вивчала психологію, але через рік залишила університет, щоб вивчати акторську майстерність. Вона також спробувала себе у модельному бізнесі.
У 2008 році народила сина на ім'я Габріель де Хесус.

## Кар'єра
У 1992 році взяла участь у Міс Венесуела, яка стала початком її акторської кар'єри. Першу велику роль в кіно зіграла в 1993 році в серіалі «Морена Клара», де їй дісталась роль Лінди Прадо.
У 1994 році отримала першу головну роль у мильній опері «Como Tu Ninguna», яка стала однією з найдовших теленовел країни і мала великий успіх на національному та міжнародному рівні. Після цього приїхала до Мексики для роботи над теленовелою «Узурпаторка». Тут акторка виконала одразу дві ролі: Паолу та Пауліну. Серіал зібрав понад 73,12 млн глядачів.
Після кількох років на Televisa, в 2002 році підписала контракт з Telemundo, де знялася в кількох теленовеллах. У 2010 році зіграла роль Івани Дорантес у теленовелі «Я твоя хазяйка».
У 2011 році стала зіркою месиканської теледрами «Emperatriz» від TV Azteca.

## Фільмографія
| Рік       | Українська назва   | Оригінальна назва                 | Персонаж                                                 |
| --------- | ------------------ | --------------------------------- | -------------------------------------------------------- |
| 1989      |                    | La fuerza de los humildes         |                                                          |
| 1990      |                    | Adorable Mónica                   |                                                          |
| 1991      |                    | Mundo de fieras                   | Луїза                                                    |
| 1992      |                    | La loba herida                    | Мече                                                     |
| 1992      |                    | Divina obsesión                   | Аврора                                                   |
| 1993      |                    | Rosangélica                       | Карла                                                    |
| 1994      | Морена Клара       | Morena Clara                      | Лінда Прадо                                              |
| 1994      |                    | María Celeste                     | Селіна Ідальго                                           |
| 1994-1995 |                    | Como tú ninguna                   | Гільда Баррето / Ракель Сандовал                         |
| 1996      |                    | Quirpa de tres mujeres            | Еміліана Ечеверрія Салазар                               |
| 1997      |                    | Todo por tu amor                  | Амаранта Рей                                             |
| 1998      | Узурпаторка        | La usurpadora                     | Пауліна Мартінес / Паола Брачо                           |
| 1999      |                    | Por tu amor                       | Аврора де Монтальво / Марія дель Сієло "Сієло" Монтальво |
| 2001      |                    | La intrusa                        | Вірджинія Мартінес Ролдан / Ванесса Мартінес Ролдан      |
| 2002-2003 |                    | La venganza                       | Валентина Діас / Хелена Фонтана                          |
| 2004      |                    | Numai Iubirea                     | Особлива участь                                          |
| 2004      |                    | Prisionera                        | Гваделупе Сантос                                         |
| 2005-2007 |                    | Decisiones                        |                                                          |
| 2006      |                    | Tierra de pasiones                | Валерія Сан Роман                                        |
| 2010      | Я твоя хазяйка     | Soy tu dueña                      | Івана Дорантес                                           |
| 2011      |                    | Emperatriz                        | Імператриця Хурадо / Імператриця Королівського журі      |
| 2012-2013 |                    | La otra cara del alma             | Альма Ернандес                                           |
| 2014      |                    | Siempre tuya Acapulco             |                                                          |
| 2018      |                    | Heredadas                         |                                                          |
| 2021      | Якщо нам дозволять | Si nos dejan                      | Федора Монтелонго                                        |
| 2021      |                    | Esta historia me suena            | Росаріо                                                  |
| 2022      |                    | Corazón guerrero                  | Еліза Корзо вд. де Санчес                                |
| 2022      |                    | Amor de Navidad: La mejor Navidad | Глорія                                                   |
| 2023      |                    | Amores que engañan                | Еліза                                                    |
| 2024      | Жити любов'ю       | Vivir de amor                     | Моніка Ріверо Куеллар                                    |
| 2024      | Primate            |                                   |                                                          |